# Bas-Saint-Laurent
Bas-Saint-Laurent (Basso San Lorenzo) è una regione amministrativa della provincia del Québec, situata sulla riva sud dell'estuario del fiume San Lorenzo. Ha una superficie di 22185 km², con una popolazione di 201 882 abitanti censiti nel 2005.

## Suddivisioni
La regione si compone di 8 municipalità regionali di contea.

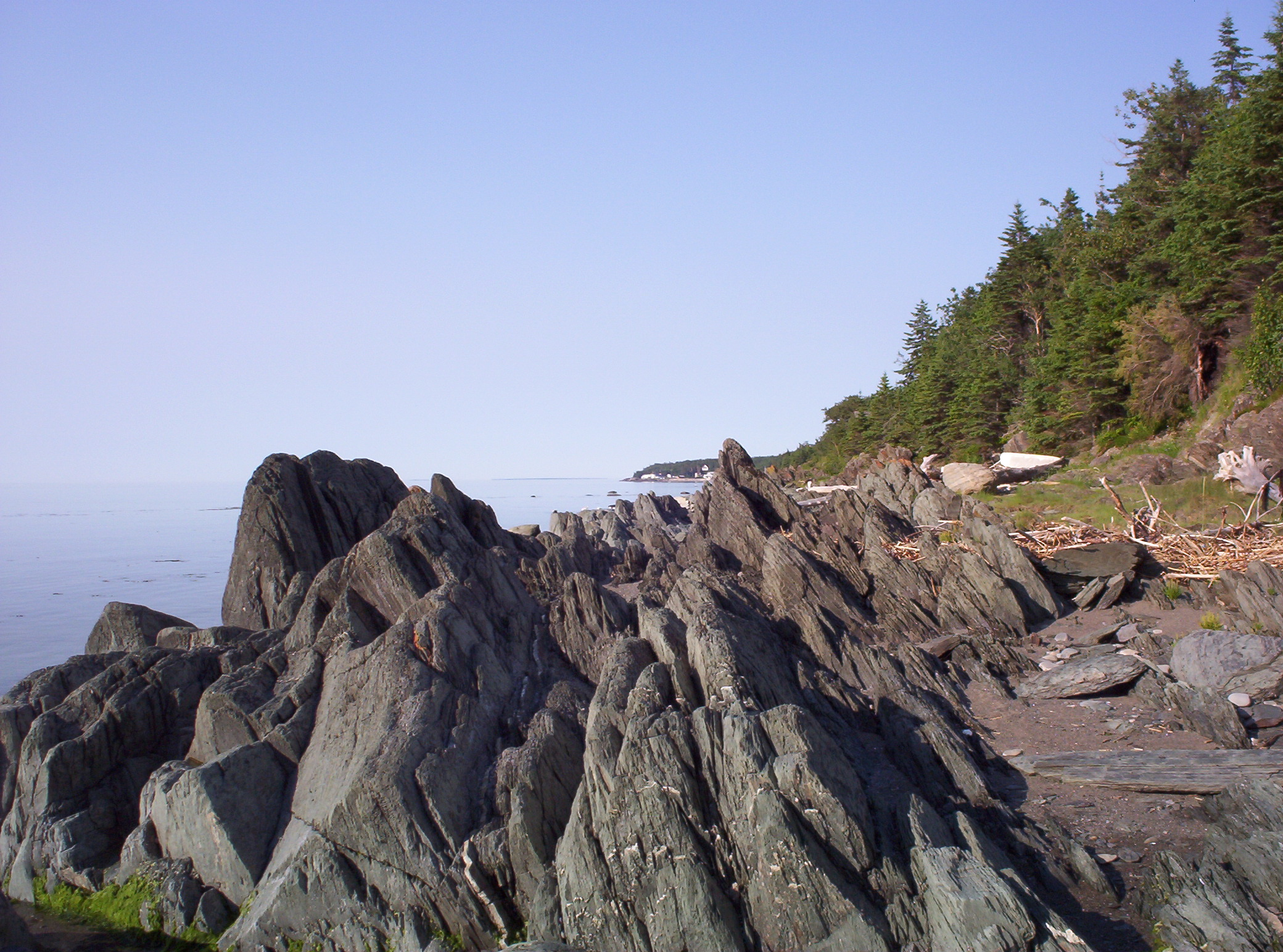
Paesaggio costiero del Bas-Saint-Laurent

### Municipalità Regionali di Contea
- La Matapédia, con capoluogo la città di Amqui
- La Matanie, con capoluogo la città di Matane
- La Mitis, con capoluogo la città di Mont-Joli
- Rimouski-Neigette, con capoluogo la città di Rimouski
- Les Basques, con capoluogo la città di Trois-Pistoles
- Rivière-du-Loup, con capoluogo la città di Rivière-du-Loup
- Témiscouata, con capoluogo la città di Témiscouata-sur-le-Lac
- Kamouraska, con capoluogo la città di Saint-Pascal

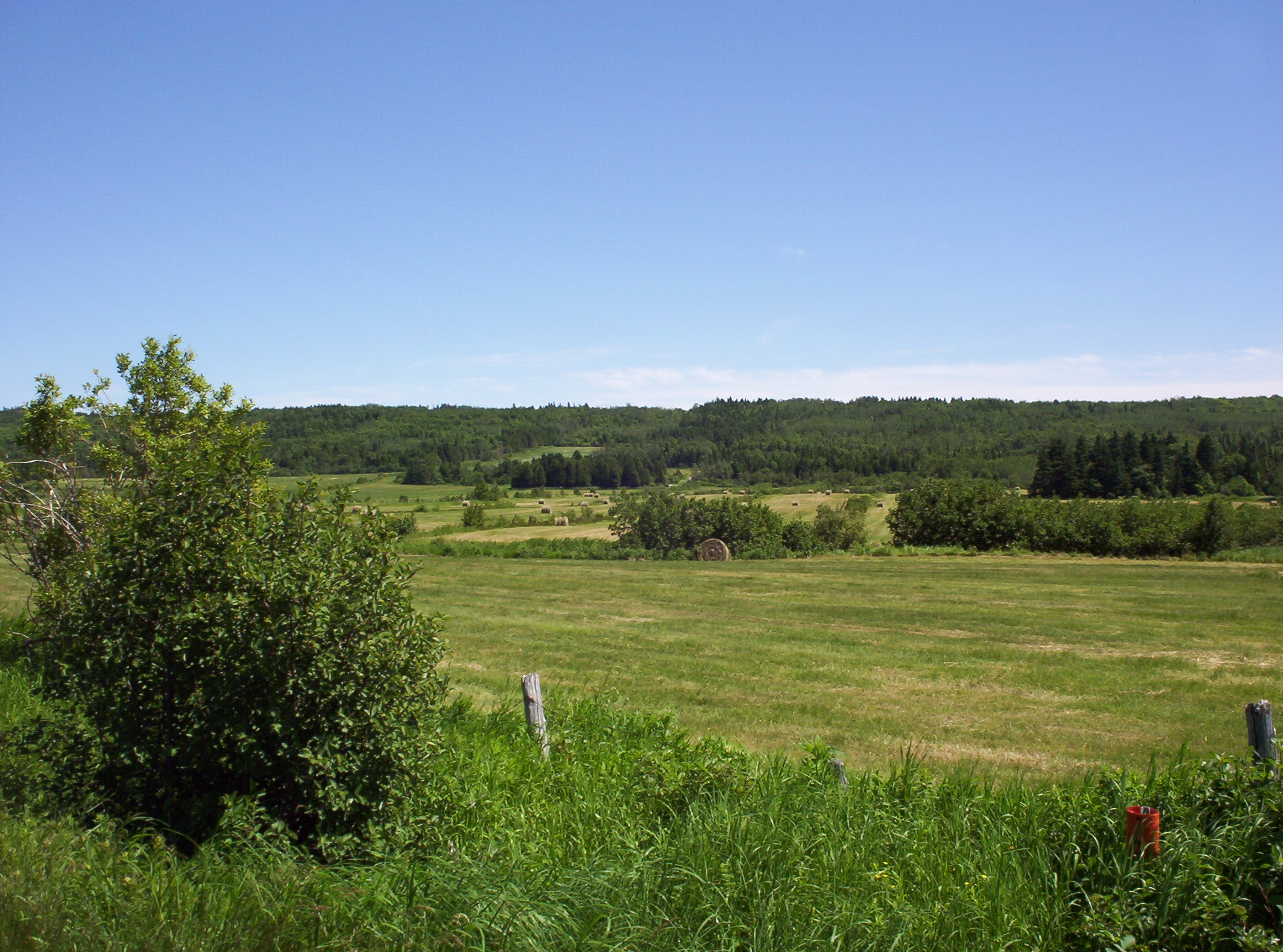
Paesaggio agricolo del Bas-Saint-Laurent

### Riserve indiane autoctone al di fuori delle Municipalità Regionali di Contea
- Riserva Indiana di Cacouna
- Riserva Indiana di Whitworth